# Giovannali
I Giovannali (o Ghjuvannali in corso) erano una setta eretica esistita in Corsica nei secoli XIV e XV. Secondo la tesi di Alexander Grassi (1866), sarebbe "cataro" corso. Per gli storici più recenti, è una fratellanza di francescani dissidenti, nato a Carbini in Alta Rocca a metà del XIV secolo in Corsica, e soppresso dopo cinquant'anni.

## Dottrina
I Giovannali erano guidati da un frate francescano, Giovanni Martini. Come i francescani da cui provenivano, la loro dottrina sociale e religiosa era basata sulla povertà e sulla penitenza. I Ghjuvannali sostenevano che non si dovrebbe avere una proprietà privata e che tutto dovrebbe essere messo in comune. In realtà, essi non hanno nulla a che fare con il catarismo della Francia sudoccidentale, ma possono essere collegati al Fraticelli francescani.
Imponevano penitenze e atti di mortificazione. Predicavano umiltà, semplicità, povertà e non violenza. Rinunciando al sacramento del matrimonio, forgiarono la loro reputazione di debosciati, e secondo i loro detrattori fornicarono durante i sabba.
Si erano sviluppati soprattutto nel sud dell'isola, nella Al di là dei Monti (in corso Terra di i Signori). Si erano fatti nemici rifiutandosi di pagare le tasse. Avevano anche un centro nel nord dell'isola, ad Alesani.

## Storia
Fu intorno da Giovanni della Grossa che dal 1354 nacque la setta di Giovannali. I promotori di questa setta erano Polo e Arrigo d'Attalà, fratelli illegittimi di Guglielminuccio, signore di Attallà.
Polo di Attalà era il capo di questa setta che si estendeva fino alla Al di qua dei Monti o Terre di i Comuni.
Nel 1352, il vescovo di Aleria scomunicò questi "eretici". Alla fine del 1352 i Ghjuvannali si appellarono all'arcivescovo di Pisa e ottennero la revoca della scomunica. Erano piuttosto ostili alla gerarchia della Chiesa che giudicava loro l'opposto del messaggio cristico. La loro spiritualità, il loro senso religioso e sociale si erano diffusi in gran parte della Corsica. Ma nel 1354, poco prima della sua morte, monsignor Raimondo, vescovo di Aleria, si rivolse a papa Innocenzo VI e gli disse che i Ghjuvannali erano eretici e "irrispettosi verso l'autorità episcopale". Papa Innocenzo VI, allora in residenza ad Avignone, informato di ciò che stava accadendo, scomunicò i Giovannali e li dichiarò eretici.
Il suo successore, il benedettino papa Urbano V, mantenne la scomunica e manda un legato in Corsica. Questo commissario pontificio, sostenuto dai signori locali, organizza una santa crociata militare nella regione del Carbini e della Piana orientale. Nel nome della Chiesa, dal 1363 al 1364, a Carbini, a Ghisoni, nel Convento di San Francesco d'Alesani e in altri villaggi, molti Ghjuvannali, tra cui donne e bambini, furono massacrati. Alcuni, invece di rinunciare alla loro fede, morirono con le armi nelle loro mani. Gli ultimi Ghjuvannali furono bruciati a Ghisoni, ai piedi dei monti chiamati Kyrie Eleison e Christe Eleison.
In questi tempi di carestia, miseria e malattia, è una delle pagine più buie della storia della Corsica. Il gruppo Canta U Populu Corsu ha scritto ed eseguito la canzone Ghjuvannali sul suo album Rinvivisce.